# Szeroki Komin
Szeroki Komin – ostaniec na wierzchowinie Wyżyny Olkuskiej. Znajduje się w grupie Słonecznych Skał na orograficznie prawym zboczu Doliny Szklarki, w obrębie miejscowości Jerzmanowice, w odległości około 2,2 km na południe od drogi krajowej nr 94 (odcinek z Krakowa do Olkusza). Należy do tzw. Ostańców Jerzmanowickich. Wszystkie ostańce wchodzące w skład Słonecznych Skał są pomnikami przyrody.
Szeroki Komin znajduje się na otwartej przestrzeni pomiędzy Wschodnim Murem i Przełazem. Ma wysokość 12–14 m. Podobnie, jak pozostałe Słoneczne Skały zbudowany jest z twardych wapieni skalistych. Ma ściany połogie lub pionowe z filarem i kominem.

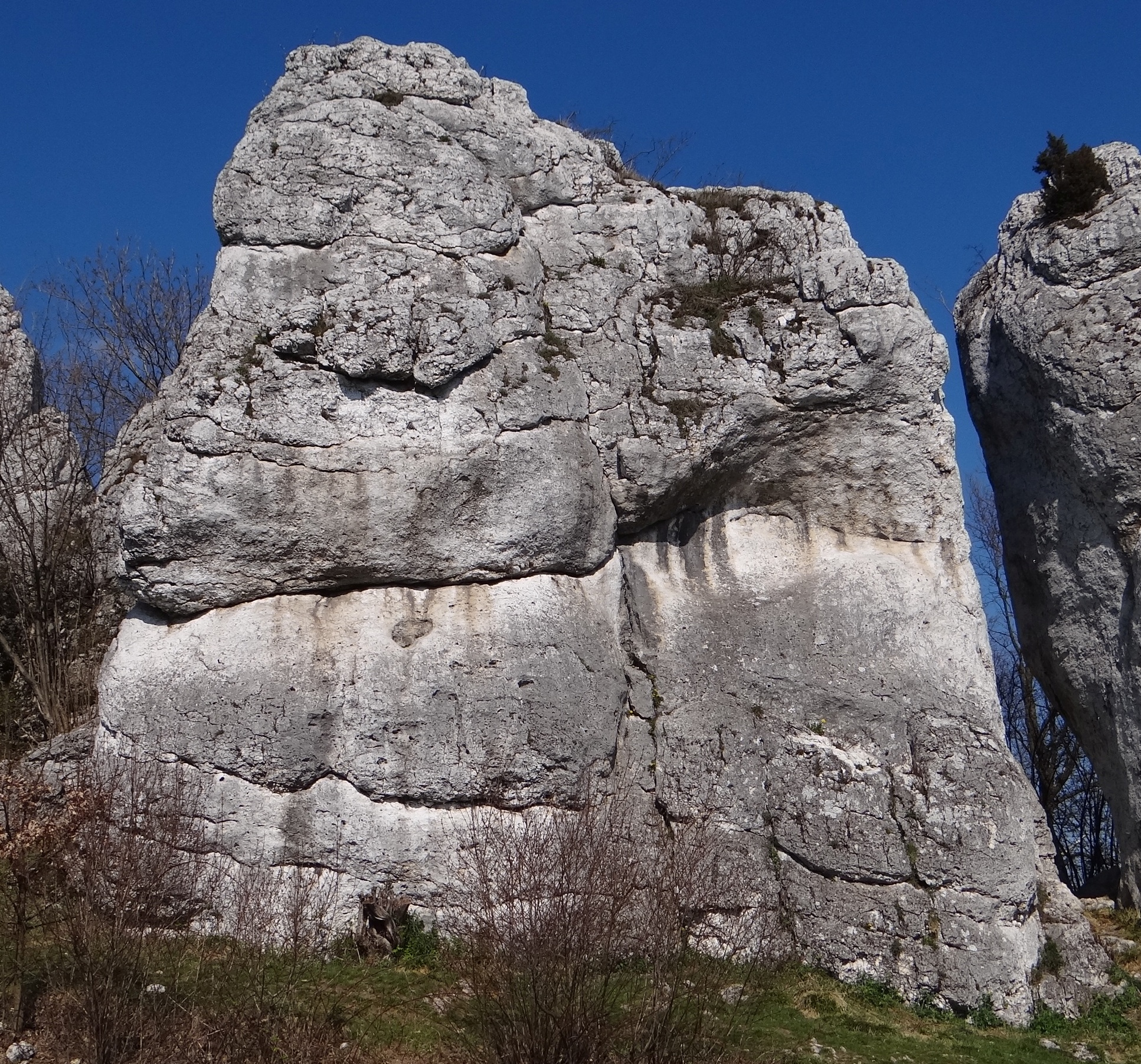
Szeroki Komin
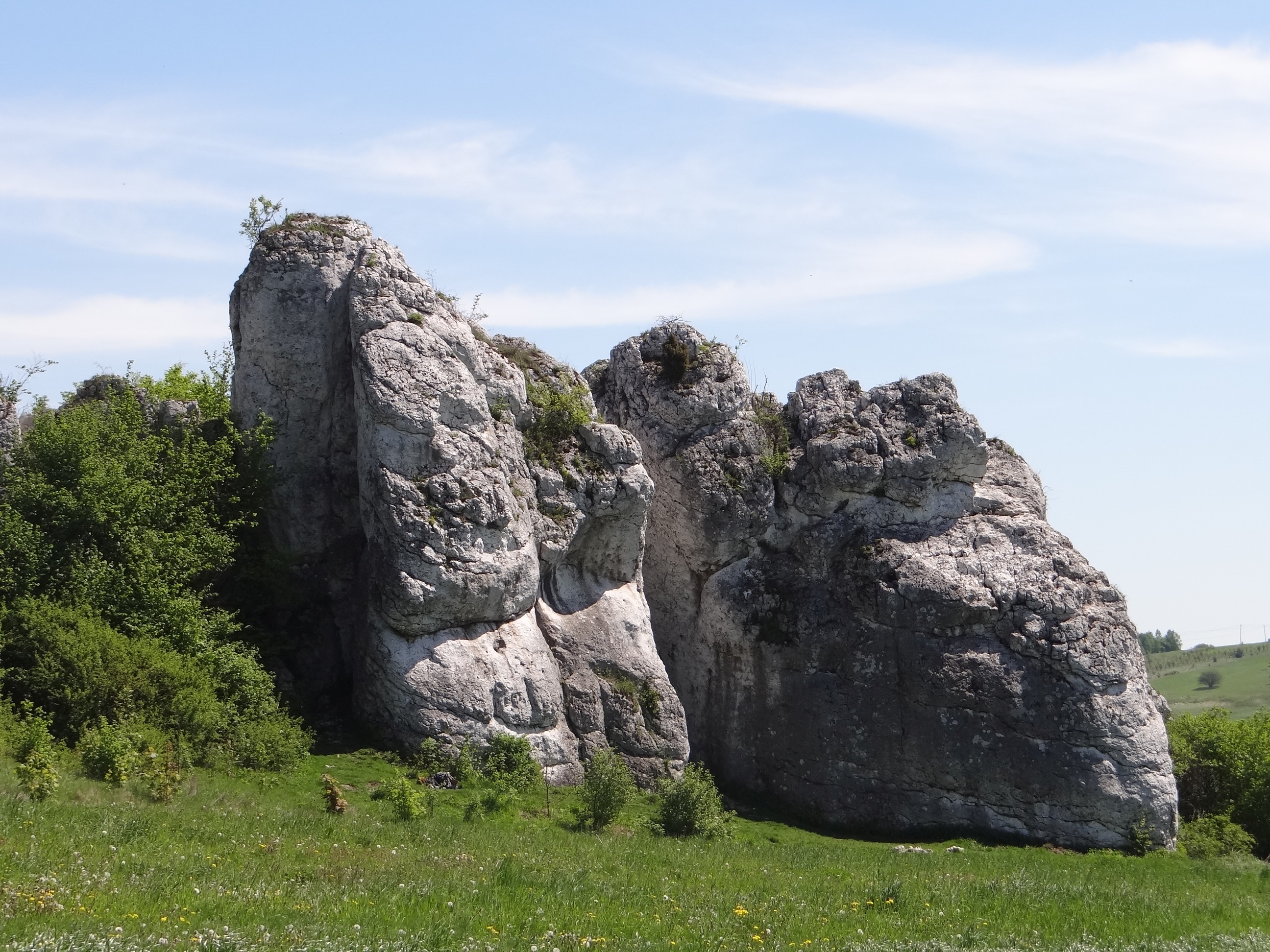
Szeroki Komin i Przełaz
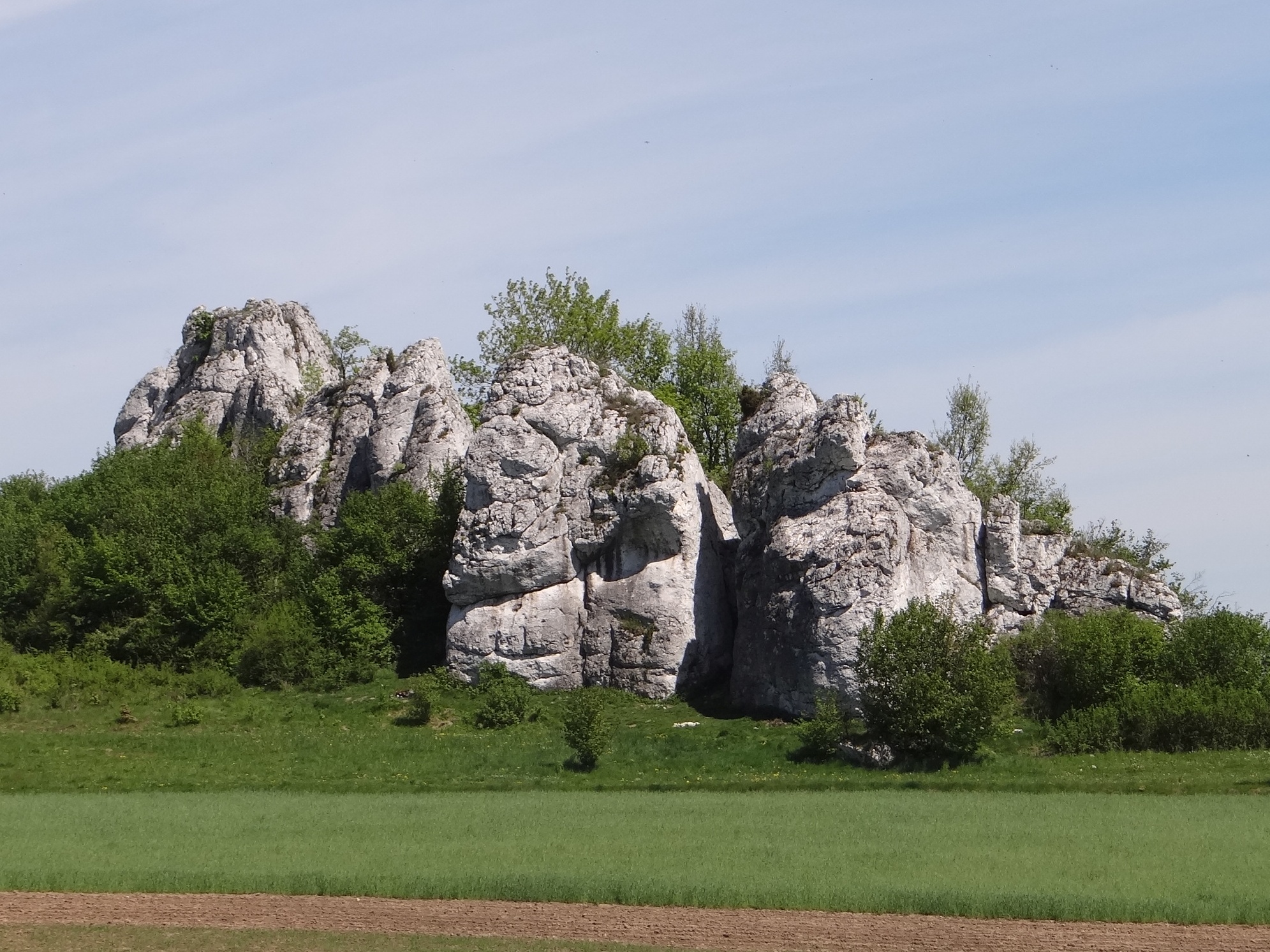
Soczewka, Szeroki Komin i Przełaz

## Drogi wspinaczkowe
Uprawiana jest na nim wspinaczka skalna. Jest 20 dróg wspinaczkowych o trudności od II do VI.3 w skali krakowskiej. Ściany wspinaczkowe mają wystawę północno-wschodnią i południowo-zachodnią. Niemal wszystkie są obite ringami i mają zamontowane stałe punkty asekuracyjne: ringi (r) lub pętle (p) i stanowiska zjazdowe (st).
Szeroki Komin I
1. Dziadek do żołędzi; 4r + st, V+, 13 m
2. Lot szerszenia; 4r + st, VI+, 13 m
3. Zacięcie nielotów; IV, 13 m
4. Ja nie latam; 5r + st, V, 14 m

Szeroki Komin II
1. Be quick or be dead; 4r + st, VI.1+/2, 12 m
2. Szeroki komin; IV+, 12 m
3. Gorzkie żale; 4r + st, VI.3, 12 m
4. Żaluzja; 4r + st, VI.3, 12 m
5. Redakcyjne wymówki; 4r + st, VI.1+, 12 m
6. Starcze kazania; 4r + st, VI+, 12 m
7. Paperclip; 5r, VI.1, 12 m

Szeroki Komin, ściana północna
1. Trad z uszami; II, 13 m
2. Majowe słońce; 3r + st, IV, 13 m
3. Płomień Jerzmanowice; 3r + 2p + st, V+, 13 m
4. Dyngs; 4r + 1p + st, V, 13 m
5. Wihajster; 5r + 1p + st, V+, 13 m
6. MASywny kominek; 3r + st, V-, 11 m
7. Gruby i Gruby; 4r + st, VI, 12 m
8. Ja się waham; 4r + st, III+, 12 m
9. Tyska gnida; 4r + st, VI-, 10 m[4].